# Dark Sanctuary
Dark Sanctuary é uma banda francesa de dark wave neoclássico e metal gótico formada em Paris em 1996.

## História
O primeiro lançamento oficial da banda foi um CD com uma única música de 20 minutos, Funeral Cry, lançado em 1997. Naquela época, a banda era composta por apenas dois membros, Arkdae nos teclados e Marquise Ermia nos vocais.
Em 1998, a banda angariou novos integrantes à sua formação: Hylgaryss (teclados), Sombre Cÿr (percussão / baixo) e Eliane (violinos). Juntos, eles gravaram o primeiro álbum da banda, Royaume Mélancolique. Eles também fizeram seu primeiro show em setembro de 1998, perto de Paris.
Em novembro de 1999, o Dark Sanctuary assinou com a Wounded Love Records e, após a entrada de Marguerite (violinos), gravaram seu segundo álbum, De Lumière Et d'Obscurité, lançado em novembro de 2000.
Logo após as gravações, a vocalista Marquise Ermia deixou a banda para continuar seus estudos. Ela foi substituída por Dame Pandora, .
Seu terceiro álbum, L'Être Las - L'envers Du Miroir, foi lançado no início de 2003, alguns meses após o lançamento de um single de duas faixas.
Após alguns shows na França, a banda voltou à Alemanha para gravar seu quarto álbum, Les Mémoires Blessées. Este álbum, que foi lançado no início de 2004, confirmou o estilo próprio do Dark Sanctuary, proporcionando uma maturidade mais profunda, bem como novos horizontes musicais.
Em 2005 foi lançada a primeira coletânea da banda: Thoughts: 9 Years in the Sanctuary.
Posteriormente, mais dois álbuns foram lançados, Exaudi Vocem Meam - Parte 1 e Exaudi Vocem Meam - Parte 2, em 2005 e 2006, respectivamente.
Após o lançamento em 2009 de Dark Sanctuary, sétimo álbum da banda e gravado em colaboração com Vicotria Francés, eles entraram em um hiato por tempo indeterminado.
Em 2021 (20, Novembro) a banda retornou com o EP Iterum, que foi lançado diretamente nas plataformas digitais. Uma versão especial em vinil com uma faixa adicional foi programada para ser lançada no início de 2022.

## Vítimas de cópia ilegal
O rapper alemão Bushido foi acusado de copiar 16 canções do Dark Sanctuary. A canção "Les Mémoires Blessées" foi sampleada por Bushido em seu single "Janine" (2007) de seu 6º e mais vendido álbum Von der Skyline zum Bordstein zurück (2006). Nesse álbum, Bushido sampleou oito obras musicais do Dark Sanctuary sem permissão, incluindo as canções "Les Larmes du méprisé" (usada em "Hast du was bist du was") e "L'autre Monde" (usada em "Sex in the City").
Em 23 de março de 2010, Bushido foi condenado pelos tribunais alemães e foi obrigado a interromper as vendas de determinados álbuns, singles e samples, incluindo Von der Skyline zum Bordstein zurück. Além disso, ele foi obrigado a recolher e destruir todas as cópias não vendidas.
Um vídeo foi vazado na internet por Marzel Becker e Stephan Heller, dois críticos musicais alemães. Nele, eles compararam as músicas do Dark Sanctuary com as de Bushido.

## Formação

### Membros atuais
- Dame Pandora – vocais
- Arkdae – teclados/guitarra
- Hylgaryss – teclados/guitarra
- Sombre Cÿr – baixo/percussão
- Alexis – Percussão

### Ex-integrantes
- Eliane – violino
- Marguerite – violino
- Marquise Ermia – vocais

## Discografia

### Álbuns
- Royaume Mélancolique (1999)
- De Lumière et d'Obscurité (2000)
- L'être las – L'envers du miroir (2003)
- Les Mémoires Blessées (2004)
- Exaudi Vocem Meam – Part 1 (2005)
- Exaudi Vocem Meam – Part 2 (2006)
- Dark Sanctuary (2009)
- Metal (2017)
- Cernunnos (2023)

### Singles e EPs
- Funeral Cry (1998)
- Vie Éphémère (2002)
- La Clameur du Silence (promo) (2004)
- Iterum (2021)

### Compilações
- Thoughts: 9 Years in the Sanctuary (2005)